# Chic (musikgrupp)

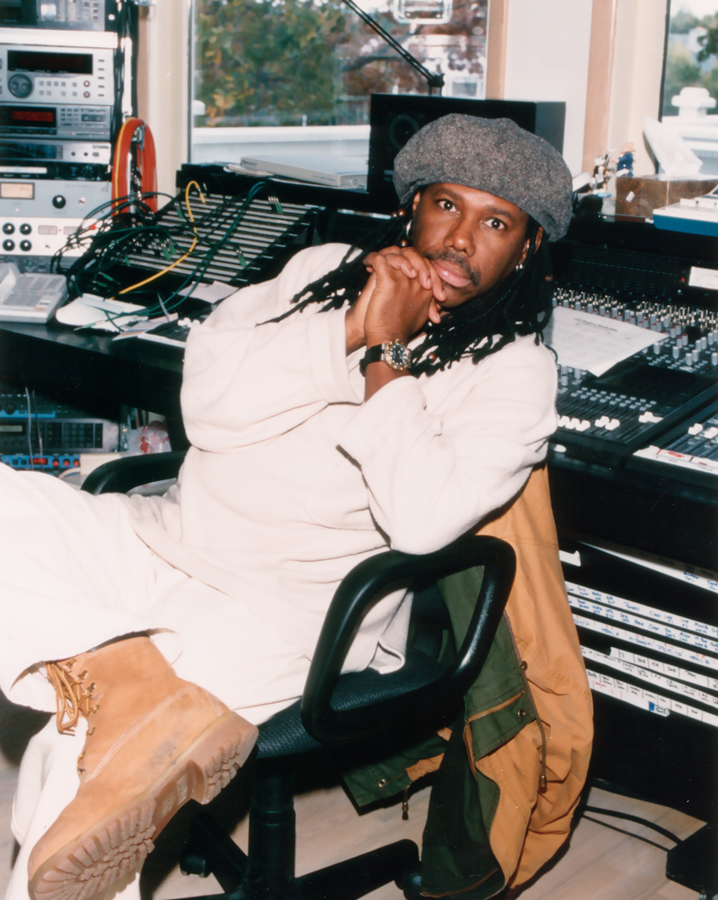
Chics gitarrist Nile Rodgers i sin studio 1999.

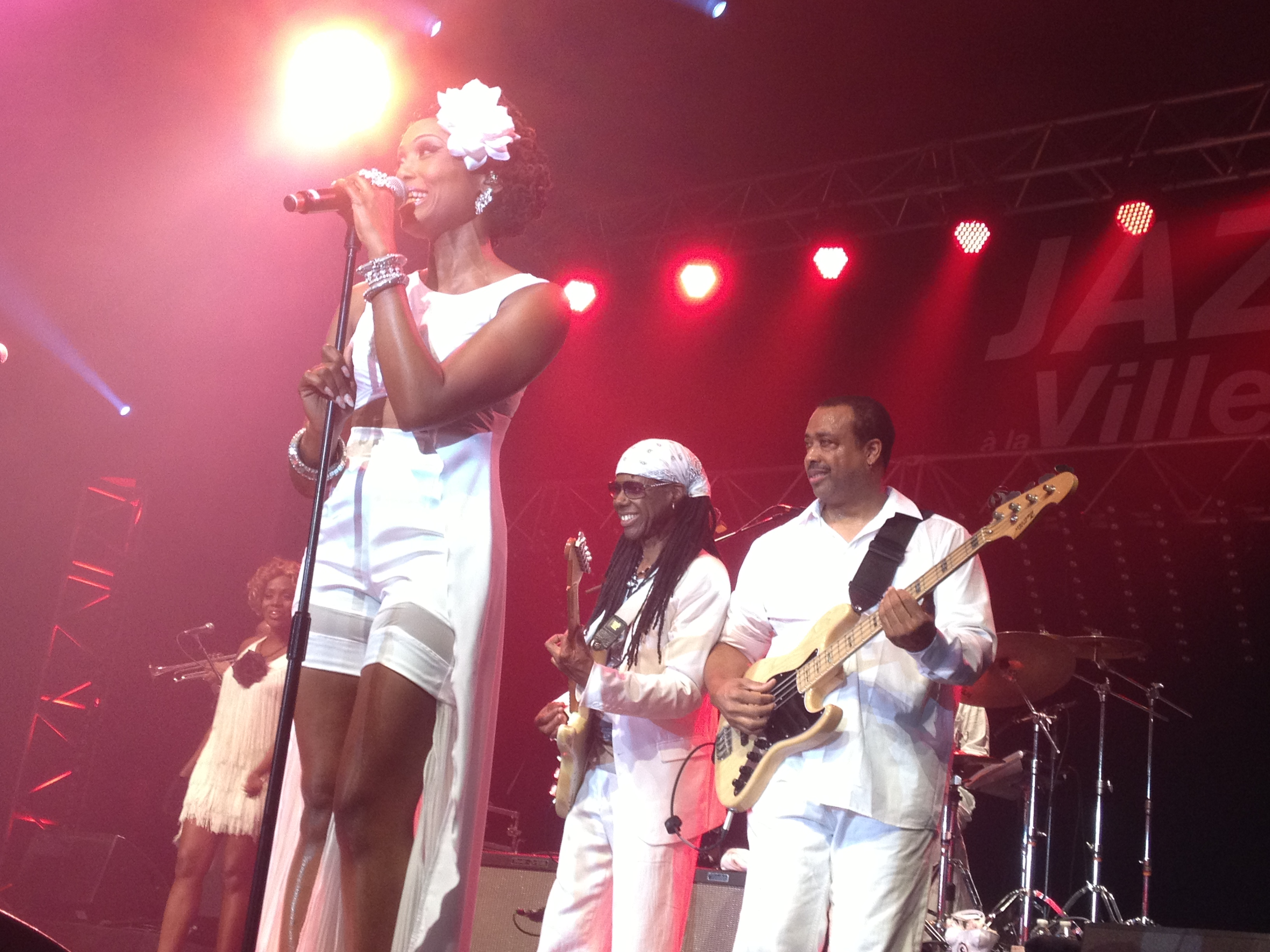
CHIC i 2013 års uppsättning. Från vänster: Kimberly Davies (sång), Folami Thompson (sång), Nile Rodgers (gitarr), Jerry Barnes (basgitarr).

Chic är en amerikansk disco- och funkgrupp som bildades i New York år 1976 av gitarristen Nile Rodgers och basisten Bernard Edwards. Gruppen hade flera stora hits i slutet av 1970-talet, som "Dance Dance Dance (Yowsah, Yowsah, Yowsah)" (1977), "Everybody Dance" (1977), "Le Freak" (1978), "I Want Your Love" (1978), "Good Times" (1979) och "My Forbidden Lover" (1979). Chic har nominerats till medlemskap i Rock and Roll Hall of Fame sju gånger, senast 2012.

## Karriär
1977 blev trummisen Tony Thompson medlem, och samma år tillkom sångerskan Norma Jean Wright. Luci Martin tillkom som sångerska 1978, men redan samma år blev Wright tvungen att sluta i gruppen på grund av kontraktsskäl och ersattes av Alfa Anderson. Rodgers, Edwards, Thompson, Martin och Anderson utgjorde nu stommen i gruppen. Många andra studiomusiker medverkade dock på inspelningarna under åren.
På gruppens andra album C'est Chic ingick deras största singelhit "Le Freak" som blev singeletta i USA. Enligt Nile Rodgers skrevs låten som en protest mot dörrvakterna på Studio 54 då Edwards och han nekats inträde dit trots att de bjudits in av Grace Jones.
Nästa album, Risque släpptes 1979 och gruppen fick åter en stor hit och sin andra USA-etta med "Good Times". Låten användes samma år som grund till "Rapper's Delight" av Sugarhill Gang, en av de tidigaste raplåtarna som blev en internationell hit. Edwards och Rodgers var samtidigt aktiva som producenter för Sister Sledge på albumen We Are Family och Love Somebody Today. Rodgers, Edwards, och Thompson kompade även Diana Ross på hennes bästsäljande album Diana 1980. Efter att discomusiken 1979 fallit offer för hatkampanjen "disco sucks" minskade gruppens popularitet och albumet Real People från 1980 blev bara en medelstor framgång. Dess första singel Rebels Are We tog sig endast till #61 på Billboard Hot 100, och nådde inte listplacering alls i Storbritannien. Efter ytterligare några album som knappt uppmärksammades splittrades gruppen 1983. Deras sista notabla hit var "Soup for One" 1982. Låten samplades år 2000 av duon Modjo till deras stora hitlåt "Lady (Hear Me Tonight)".
Trion Rodgers, Edwards, och Thompson fortsatte dock att spela ihop vid vissa tillfällen, de var till exempel kompmusiker på Madonnas album Like a Virgin 1984. 1989 återbilade Rodgers och Edwards Chic och 1992 släpptes albumet Chic-ism. De gav ut singeln "Chic Mystique" som blev en marginell listframgång. Gruppen uppträdde också live. Sedan Edwards avled 1996 och Thompson 2003 har Nile Rodgers fortsatt turnerat som Chic med nya musiker.
2015 planerar Chic att utge sitt första album på 23 år; It's About Time. Första singeln från albumet, "I'll Be There", utkom i mars 2015 och där samarbetade Chic med house-duon Martinez Brothers.

## Diskografi
- 1977 – Chic
- 1978 – C'est Chic
- 1979 – Risqué
- 1980 – Real People
- 1981 – Take It Off
- 1982 – Tongue in Chic
- 1983 – Believer
- 1992 – Chic-Ism